# نظام إسعاف لندن
نظام إسعاف لندن (LAS) أو London Ambulance Service، هو أكبر نظام للإسعاف جرى إنشاؤه في مدينة لندن عام 1930، حيث يستطيع أن يغطي أكثر من 2000 متصل باستخدام 750 سيارة إسعاف. يقوم المتصل بالاتصال بمركز الخدمة ويُعطي العنوان ودرجة خطورة الحالة، وتُرسل هذه البيانات لأقرب سيارة أسعاف تابعة لمركز الخدمة، لتستطيع الوصول للمتصل أو المريض في أسرع وقت ممكن.